# Il giorno in cui ho smesso di pensare
Il giorno in cui ho smesso di pensare è il terzo album in studio del cantautore italiano Irama, pubblicato il 25 febbraio 2022 dalla Warner Music Italy.
L'album ha ottenuto un buon successo in Italia, debuttando al primo posto della Classifica FIMI Album e venendo certificato disco d'oro dalla Federazione Industria Musicale Italiana a distanza di poco più un mese dalla sua uscita. Successivamente è stato certificato doppio disco di platino. Da esso sono stati estratti i singoli Ovunque sarai (classificatosi al quarto posto al Festival di Sanremo 2022), 5 gocce, PamPamPamPamPamPamPamPam e Ali.

## Descrizione
Il disco si compone di tredici tracce prodotte da vari artisti, tra cui Mace, Merk & Kremont, Willy William e Shablo. Il cantante collabora inoltre con Sfera Ebbasta, Rkomi, Lazza e Guè. Intervistato da Billboard Italia, Irama ha raccontato il significato dell'album:

## Accoglienza
| Recensione | Giudizio |
| ---------- | -------- |
| Newsic     | 7/10     |
| Rockit     | Positivo |
| Rockol     | 6,5/10   |

Andrea Conti de Il Fatto Quotidiano rimane piacevolmente colpito dall'evoluzione artistica del cantautore, definendo il progetto «alieno» rispetto alla discografia italiana, poiché vicino alle musicalità statunitensi ed europee. Conti afferma che «Irama con la sua scrittura offre poi scorci profondi di riflessione intima, a nervo scoperto. Il pudore lo spinge così a portare avanti il pensiero intrecciato nelle parole delle sue canzoni e a parlare meno davanti alle telecamere». Carlo Moretti de La Repubblica apprezza gli sconfinamenti verso il gospel e il contemporary R&B, sebbene «poi torni nel suo seminato, [...] riprende i ritmi dei suoi tormentoni estivi». Nonostante ciò, Moretti riscontra che si tratti di «un album maturo che sorprenderà molti».
Giulia Ciavarelli di TV Sorrisi e Canzoni scrive che nell'album vi è «mix di ritmo e sonorità che incorniciano un sound in continuo divenire, [...] in cui Irama si addentra nei territori della musica urban e di matrice latin/pop». Benedetta Minoliti, scrivendo per Billboard Italia, afferma che l'album si presenta «provocatorio e liberatorio» in cui «Irama non si è voluto mettere in gioco solo con le sonorità, continuando ad identificarsi in quel sound che gli calza a pennello». La giornalista ritrova nel progetto un rischio corso dal cantautore, ovvero le collaborazioni, poiché «ha deciso di aprirsi, per la prima volta in un suo progetto, con anche artisti. [...] Aprendosi è riuscito a prendere molto dagli artisti con cui ha lavorato, incastrandosi perfettamente con il rap più old, con l’afrobeat e la trap italiana».
Ernesto Assante, recensendo il disco per Rockol, riscontra che Irama rimette in discussione il pop italiano, scrivendo che «non è certo un giovane rivoluzionario, [...] rilette dal suo punto di vista, quello di un artista nato nel pieno del cambiamento, [...] alla ricerca di una nuova maturità». Sebbene il giornalista trovi la voce del cantante «potente e graffiante» riporta un limite nei brani, poiché sono presenti «pezzi che hanno poca motivazione se non quella di essere hit singole» trovandolo indeciso nell'affrontare le differenti tematiche.

## Tracce
1. Sogno fragile – 1:55 (Filippo Maria Fanti, Andrea Debernardi, Francesco Monti, Giuseppe Colonnelli, Matteo Soru, Simone Benussi)
2. Baby - Capitolo XI – 2:49 (Filippo Maria Fanti, Giulio Nenna, Giuseppe Colonnelli, Luca Faraone, Pablo Miguel Lombroni Capalbo)
3. Una lacrima (feat. Sfera Ebbasta) – 2:54 (Filippo Maria Fanti, Gionata Boschetti, Giulio Nenna, Giuseppe Colonnelli, Naicok Fuentes, Nicolò Scalabrin, Paolo Alberto Monachetti, Umberto Odoguardi)
4. 5 gocce (feat. Rkomi) – 2:40 (Filippo Maria Fanti, Mirko Martorana, Giuseppe Colonnelli, Luis Jonuel Gonzalez Maldonado)
5. Como te llamas (feat. Willy William) – 2:46 (Filippo Maria Fanti, Willy William, Eugenio Maimone, Federico Mercuri, Giordano Cremona, Federico Sambugaro, Giuseppe Colonnelli, Leonardo Grillotti)
6. Yo quiero amarte – 2:57 (Filippo Maria Fanti, Francesco Monti, Giuseppe Colonnelli, Luca Faraone, Pablo Miguel Lombroni Capalbo, Victor Martinez)
7. Una cosa sola (feat. Shablo) – 2:59 (Filippo Maria Fanti, Federica Abbate, Davide Totaro, Giuseppe Colonnelli, Luca Faraone, Pablo Miguel Lombroni Capalbo)
8. Colpiscimi (feat. Lazza) – 3:05 (Filippo Maria Fanti, Jacopo Lazzarini, Giulio Nenna, Giuseppe Colonnelli, Gregory Taurone, Noiser Napalm)
9. Iride (feat. Guè) – 2:30 (Filippo Maria Fanti, Cosimo Fini, Danny Bronzini, Giuseppe Colonnelli, Simone Benussi)
10. Goodbye – 2:50 (Filippo Maria Fanti, Giuseppe Colonnelli, Luca Faraone, Pablo Miguel Lombroni Capalbo)
11. Moncherie (feat. Epoque) – 2:44 (Filippo Maria Fanti, Giannina Nzua Tshela, Giulio Nenna, Giuseppe Colonnelli, Naicok Fuentes)
12. È la Luna – 2:35 (Filippo Maria Fanti, Andrea Debernardi, Francesco Monti, Giulio Nenna, Giuseppe Colonnelli)
13. Ovunque sarai – 3:21 (Filippo Maria Fanti, Giulio Nenna, Giuseppe Colonnelli, Luca Faraone, Pablo Miguel Lombroni Capalbo)

Traccia bonus nella riedizione digitale
1. PamPamPamPamPamPamPamPam – 2:39 (Filippo Maria Fanti, Giuseppe Colonnelli, Giulio Nenna, Amritvir Singh, Andrea De Bernardi)

Tracce bonus nell'edizione deluxe
1. Ali – 3:08 (Filippo Maria Fanti, Emanuele Mattozzi, Giulio Nenna, Giuseppe Colonnelli)
2. Canzoni tristi (feat. Rose Villain) – 2:48 (Filippo Maria Fanti, Rosa Luini, Luca Antonio Barker, Giuseppe Colonnelli)
3. Moonlight – 2:55 (Filippo Maria Fanti, Alessio Buongiorno, Andrea Debernardi, Giulio Nenna, Giuseppe Colonnelli, Umberto Odoguardi)
4. PamPamPamPamPamPamPamPam – 2:39 (Filippo Maria Fanti, Giuseppe Colonnelli, Giulio Nenna, Amritvir Singh, Andrea De Bernardi)

## Classifiche

### Classifiche settimanali
| Classifica (2022) | Posizione massima |
| ----------------- | ----------------- |
| Italia            | 1                 |
| Svizzera          | 19                |

### Classifiche di fine anno
| Classifica (2022) | Posizione |
| ----------------- | --------- |
| Italia            | 5         |
| Classifica (2023) | Posizione |
| Italia            | 26        |
| Classifica (2024) | Posizione |
| Italia            | 97        |